# Piotr Czaja (piłkarz)
Piotr Maksymilian Czaja (ur. 11 lutego 1944 w Linderbrücku, Niemcy) – polski piłkarz, bramkarz reprezentacji Polski, trener.
Jego matka została wywieziona do Niemiec na roboty przymusowe i tam urodziła dziecko Piotra Czaję. Ochrzczony został w kościele ewangelickim (Linderbrück), a po przyjeździe do Polski w wieku trzech lat miał drugi chrzest w kościele katolickim (Bytom).
Początkowo trenował piłkę ręczną, później łączył ją z futbolem. Z handballem zerwał dopiero w wieku 20 lat. Jest wychowankiem Bobrka Karb, grał także w Slavii Ruda Śląska i GKS Katowice, w barwach którego debiutował w ekstraklasie. W 1970 r. trafił do Ruchu Chorzów. Pierwszym bramkarzem Niebieskich był aż do 1978 r. Przy Cichej występował w aż dziewięciu sezonach, notując łącznie 255 meczów. Z Ruchem trzykrotnie zdobywał mistrzostwo Polski (1974, 1975 i 1979) oraz raz Puchar Polski (1974). Należy do niego ligowy rekord polskiej ligi – 1005 minut (11 meczów) gry bez straconej bramki. Po zakończeniu kariery został trenerem. W sezonie 1981/1982 prowadził Ruch, a wcześniej pełnił rolę asystenta. Szkolił również drużyny niemieckie z niższych klas rozgrywkowych. Na swoim koncie ma także udział w dwóch turniejach finałowych mistrzostw świata. W Hiszpanii (1982) i Meksyku (1986) był trenerem polskich bramkarzy.

## Reprezentacja Polski
| lp. | Data                 | Miejsce  | Przeciwnik | Rezultat | Rozgrywki       | Grał | Uwagi |
| --- | -------------------- | -------- | ---------- | -------- | --------------- | ---- | ----- |
| 1.  | 22 lipca 1970        | Szczecin | Irak       | 2-0      | towarzyski      | 90'  |       |
| 2.  | 14 października 1970 | Chorzów  | Albania    | 3-0      | elim. Euro 1972 | 90'  |       |